# Réserve de faune du N'zo
Réserve de faune du N'zo är ett viltreservat i Elfenbenskusten. Det ligger mellan Taï nationalpark och Lac de Buyo, i distrikten Montagnes och Bas-Sassandra, i den sydvästra delen av landet, 230 km väster om huvudstaden Yamoussoukro. Tillsammans med Taï nationalpark är det hem för närmare hälften av Elfenbenskustens schimpanser, samt andra större däggdjur som röd och västlig svartvit guereza, panter, flodhäst och buskbock.